# Lars Lassen
Lars Lassen (født 1761 på Sprettingegård i Sædder, Sædder Sogn, død 6. juni 1823 Rønnovsholm, Vrejlev) var en dansk godsejer, proprietær, kammerråd og landvæsenskommissær. Han var søn af Niels Lassen (1729-1811) og Karen Sørensdatter (1726-1810). Lars ejede godserne Benzonseje, Rosengård, Adamshøj, Egholm, Krabbesholm og Meilgaard. Han var gift med Johanne Kirstine Meyer (1763-1846) som var datter af Prokurator Peter Simonsen Meyer, de fik sammen ca. 8 børn. 

## Biografi
Lars Lassen er født i Sædder og døbt 16 februar 1761 i Sædden Kirke.
Han er søn af Niels Lassen og Karen (født Sørensdatter) af Sprettingegård. Lars Lassen havde som sin far en stor interesse for landbrug og forvaltning på gårde, og i 1787 arbejdede han hos sin søster Kirstine og svoger Jacob Rosted som tjenestekarl "Tjenestekarl Fuldmægtig"" 1789 blev han gift med Johanne Kirstine Meyer, datter af prokurator Peter Simonsen Meyer og Ingeborg Margretha Dørup.

### Benzonseje
Lars Lassens far Niels havde af John Brown og broderen David Brown i 1788 købt 1. prioritet til Benzonsejes seks bøndergårde for 2000 Rdl. hvilket måske resulterede i at Lars blev forvalter på godset. Året efter pga. økonomiske vanskeligheder begyndte David Brown at bortauktionere og udstykke jorden. Selve hovedgården med resterende bøndergods samt Ørsted og Snoldeløv Kirker blev solgt til Lars Lassen for 38,000 Rdl., hvormed Lars også betalte dem som havde haft prioriteter i godset, en til justitsrådinde Boertmann på 30,000 Rdl. og en til handelshuset de Coninck & Reiersen, drevet af Niels Reiersen og Frédéric de Coninck på 8000 Rdl. I 1804 solgte Lassen godset til fæstebonden Jens Olsen. I Skøde- og Panteprotokollen kan læses, at Lars Lassen solgte en stor del af sine ejendomme til de tidligere fæstere. Baggrunden for dette kan måske søges i de generelt dårlige forhold i landbruget på den tid, eller at Lassen havde set andre
muligheder.

#### Bedrivelse over Agerdyrkningen tilstand i Sjælland og Møen
Lars Lassen måtte have haft en del erfaring omkring landbrug, både fra sine forældre men også som forvalter. Han bliver i hvert fald interviewet til landøkonom Gregers Otto Bruun Begtrups bog Bedrivelse over Agerdyrkningen tilstand i Sjælland og Møen, hvor Lassen fortæller om sin erfaring med blandt andet fodring af kreaturer med grøn kløverrajgræs, det store og flotte hollænderi (kvægbesætning som holdes for mælkeproduktionens skyld) som han selv administrerer, og om det vellykkede forsøg med et "piilanlæg" og med akacietræet. Citat fra bogen ses herunder:
| Citat | "...Laver forskellige forsøg med piilanlæg "Kammerråd Lassen til Benzonseje har gjort er smukt anlæg af Piil, og hans forsøg er lykkedes såvel, at jeg ej kan undlade at anføre hans egne ord: Jeg tør med vished anbefale Pileanlæg for dem som har mangel enten på Ildebrand, bund steppe eller gærdsel. At anlægge en Pileskov på den almindelige måde med højstammede Pile ville være for vidtløftigt. Jeg har derfor gjort forsøg med Stiklinger som er lykkedes meget godt og det på denne Måde: Jeg har gravet en liden Grøft, en alen bred og lige så dyb, 2 Alen derfra er gravet en anden Grøft af samme Størrelse, og lagt Jorden heraf i den første Grøft og således fremdeles gravet en Grøft på hver 2 alen og lagt Jorden i den næste Grøft. Dette arbejde bør ske om Efteråret eller tidlig om Foråret men ikke om Sommeren da Jorden falder mere sammen og let kan begynde at give Ukrudt før Pilene, som sættes i disse Grøfter 2 Alen fra hinanden, komme i sådant vejr at de kan kvæle ukrudtet. Pile Stiklingerne sættes tidlig om Foråret mens Jorden er blød. De må være omtrent tre Quarteer lange og sættes så dybt at der bliver ikkun et par Sommer oven for Jorden. Da de således plantede i jævnsides fugtig jord vore overmåde godt og giver så god fordel, som den bedste Sædejord... | Citat |
|       | |       |

| Citat | Kammerråd Lassen til Benzonseje har meget interesseret sig for Akacietræet, og gjort smukke Forsøg dermed. Han har haft den Godhed at meddele mig følgende: , Acacie såes i Bede i Haven, således at de har ly for Norden øg Vesten, men ligge frimod Synden, at de kan have Sol det meste af Dagen. Jorden bør være gravet, og revet meget fint, da Frøet såes deri bedst i Render, hvoraf gøres 4 af 5 i et almindeligt Havebed, en Tomme dybe, deri såes frøet, så at der ikke bliver mere end en tomme mellem hver Frøkorn, da der bliver mange borte. Når Akacierne kommer op, må de unge Planter flittigt vandes den første Sommer. Om Efteråret lægges et godt Qvarteer tykt løv mellem Planterne. Det næste år er derved intet at iagttage, men når de er 2 år gamle, udplantes de på det Sted de skal stå, 14 Alen mellem hver Plante. At det er et hurtig Træ til at vore, har jeg vished om, men det tåler ikke at være udsat for kaste vinde, ej heller lykkes det på fri Mark." Om Acacietræets Kultur og Nytte gives udførlig Underretning i Magasinet for Næringsstanden for 1796, 1 og 3 Hæfte." | Citat |
|       | |       |

### Rosengaard og Adamshøj
1796 købte han Rosengård (Kværkebygård), som han solgte 1806. Under denne gård hørte Adamshøj, som han også ejede.

### EgholmogKrabbesholm
1804 købte han sammen med greve Christian Conrad Sophus Danneskiold-Samsøe Egholm og Krabbesholm for 284.000 Rd. De to kompagnoner delte to år efter gårdene, således at greve Christian Conrad Sophus Danneskiold Samsøe overtog Krabbesholm, mens Lars Lassen erhvervede Egholm for 189.333 Rd. Egholm solgte han 1809 for 330.000 Rd.

### Meilgaard
Greve Adam Christopher Knuth havde ejet Meilgård i Glesborg sogn i en kort periode mellem 1804-1810 og solgte det derefter til Lars Lassen hvoraf avlsgården Birkelund blev oprettet til hans søn Niels Lassen. I de hårde år efter statsbankerotten i 1813 mistede Lars hele sin formue og godset blev overtaget af staten i 1824 på grund af skatterestancer.

### Rønnovsholm
Lars Lassen boede sammen med hans kone Johanne Meyer hos deres søn Niels på Rønnovsholm gods, hvor han dør af alderdom og begravet på Vrejlev kirke.

## Segl og våbenskjold
Lars Lassens segl er at finde i bla. Meilgård Gods Godsregnskabsbog. i seglet bruger Lars hans Skjold indeholdende tre høstakke. På hver side af skjoldet er der græske søjler hvor der over hver søjle er en kugle med et "L" i hver kugle. Farverne er ukendte og derfor blot et gæt.

## Ægteskab, børn og familie
Lars Lassen blev 27. Juni 1789 gift med Johanne Kirstine Meyer. Johanne er født på Krogsgård i Kolby og hun er datter af prokurator Peter Simonsen Meyer og hans kone Ingeborg Margretha Meyer (Født: Dørup). Johannes farfar "Simon Jacobsen Meyer" var som ung lakaj for Lisbeth Bille på sæbygård og blev 12. april 1714 birkefoged til Sæbygårds Birk og 20. nov. 1727 tillige dommer til Voergårds Birk. Jørgen Bille omtaler ham blandt andet således i 1730: "han var den lovkyndigste og bedste Birkedommer i Vendsyssel".
Efter sin udnævnelse til byfoged i Sæby flyttede han til dertil. Hans segl bærer et skjold, hvori en skikkelse stående på en kugle samt hjælm med to vinger. Han var gift med Kirsten Antonisdatter Bering. Ægteparret havde børn døbt i Sæby 1733 og 1738; de døde som små; men før Meyers kom til Sæby, havde de sønnen Peter Simonsen Meyer, f. Knaeverhede". Lars og Johanne fik mindst otte børn.
| Navn                              | Født      | Død       | Bemærkninger |
| --------------------------------- | --------- | --------- | --- |
| Med Johanne Kirstine Meyer        |           |           | |
| Christian Lassen                  | 1800      |           | Christian fik 2 børn. Den første var en datter kaldet Inger Christiansdatter Lassen som han fik med Frideriche Christoffersdatter Riis. Andet barn var en søn kaldet Emil Christiansen som Christian fik med Anne Scholastica Wielandt. Nogle af Emil og Annes nulevende efterkommere hedder i dag henholdsvis: Christiansen, Højgaard-Christiansen og Højgod. Skuespiller Rasmus Bech Christiansen var Emils plejesøn. |
| Karen Margrethe Lassen            | ca. 1790  |           | Forblev ugift |
| Ingeborg Lassen                   | 1790      |           | |
| Niels Lassen                      | 1791      | 1860      | Tidl. ejer af Kalstrup Mølle og Odden Hovedgård. Niels bliver senere skovejer og bor i skovhuset i Svendstrup skoledistrikt. Han bliver gift med Christiane Møller. |
| Peter Lassen                      |           | 7.9.1877  | Forpagter af Tjele Gods 1820-1825, ejer Herningsholm Hovedgård 1825-1831, ejer Rønnovsholm hovedgård 1832-1855. Gift to gange. Første gang med: Abelone Lassen, Sammen har de 6 børn. Gift anden gang med: Birgitte Laurentzia Andrea Kabell. |
| Ane Birgita Lassen                | 1796      | 1845      | gift med Michael Henrich Johan Daniel Treschow, til Sjørupgaard |
| Charlotte Lassen                  | 1785      |           | |
| Laurence (Laura) Christine Lassen | 23.2.1805 | 15.4.1849 | Gift med Valdemar Møller fra Hjørring, leder af det første oversøiske udvandrerselskab fra Danmark. Først gift med Laurence senere gift med Doris Larsen. |